# Kristina Háfoss
Kristina Háfoss (Dánia, 1975. június 26. –) feröeri közgazdász, jogász, politikus, a Tjóðveldi tagja.

## Pályafutása
1998-ban közgazdaságtani, 2001-ben jogi végzettséget szerzett a Koppenhágai Egyetemen. 2002-ben Cand. jur., 2003-ban Cand. polit. fokozatot szerzett.
1998–1999-ben a dán külügyminisztériumban, majd 2000-ig a dán gazdasági minisztériumnál dolgozott. 1999 és 2000 nyarán a feröeri miniszterelnöki hivatalnál is dolgozott. 2000-2001 között gazdasági tanácsadó volt a periférikus fekvésű szigetek (Útoyggjar) fejlesztését célzó akcióterv kidolgozásánál.
2002–2004-ig képviselő volt a Løgtingben a Tjóðveldi színeiben. Ezt követően 2005-ig a Landsbanki Føroya munkatársa volt, majd 2006-ban projektvezető és befektetési tanácsadó a Føroya Bankinál.
2008-ban kulturális miniszter lett Jóannes Eidesgaard második kormányában, de augusztus 28-án személyes okokra hivatkozva lemondott.

## Magánélete
Szülei Anna Helena szül. Zachariasen Tórshavnból és John P. Danielsen Klaksvíkból. Férjével, Ronnie Háfossal és négy gyermekükkel Hoyvíkban él.

## Fordítás
- Ez a szócikk részben vagy egészben a Kristina Háfoss című norvég Wikipédia-szócikk ezen változatának fordításán alapul.  Az eredeti cikk szerkesztőit annak laptörténete sorolja fel. Ez a jelzés csupán a megfogalmazás eredetét és a szerzői jogokat jelzi, nem szolgál a cikkben szereplő információk forrásmegjelöléseként.